# Rudolf Hasenstab
Rudolf Hasenstab (* 17. Juni 1932 in Rothenbuch) ist ein römisch-katholischer Theologe.

## Leben
Am 17. Juli 1955 wurde er zum Priester in Würzburg geweiht. Kaplan war er in St. Kilian (Schweinfurt) und ab 1957 in Mariä Himmelfahrt (Bad Neustadt). Ab 1961 war er Kurat in Maidbronn. 1965 wurde er wissenschaftlicher Assistent an der Katholisch-Theologischen Fakultät der Universität Würzburg. Von 1977 bis zu seiner Emeritierung im Jahr 1998 lehrte er als Professor für Moraltheologie und Sozialethik an der Religionspädagogischen Fakultät der Universität Eichstätt. In der Gemeinde Eitensheim wirkte er  32 Jahre als Seelsorger und wurde zum Ehrenbürger ernannt. 2009 kehrte er nach Rothenbuch zurück, wo er 2015 ebenfalls zum Ehrenbürger ernannt wurde.

## Werke (Auswahl)
- Modelle paulinischer Ethik. Beiträge zu einem Autonomie-Modell aus paulinischem Geist (= Tübinger theologische Studien. Band 11). Matthias-Grünewald-Verlag, Mainz 1977, ISBN 3-7867-0638-7 (zugleich Dissertation, Würzburg 1974).
- mit Bernhard Fraling (Hrsg.): Die Wahrheit tun. Zur Umsetzung ethischer Einsicht. Georg Teichtweier zum 70. Geburtstag. Echter, Würzburg 1983, ISBN 3-429-00833-6.
- 50 Jahre Normen- und Wertwandel. Abbruch und Umbau in der Moral, in: Bernhard Oswald (Hrsg.): Lebenswege. Miltenberger Abiturienten 1950. Mit Beiträgen von 13 ehemaligen Mitschülern des Gymnasiums mit Oberrealschule Miltenberg. Miltenberg 2007, ISBN 978-3-00-020445-6, S. 89–138.